# Clarke Island
Clarke Island – trzecia co do wielkości wyspa w archipelagu Wysp Furneaux w Cieśninie Bassa. Należy do Australii, jest częścią stanu Tasmania. Leży na południe od wyspy Cape Barren. Zajmuje powierzchnię 82 km².
Ma ona zaledwie sześciu stałych mieszkańców.